# نوذر نعمتی
نوذر نعمتی (زاده ۱۳۴۴ فیروزآباد) سرتیپ تکاور نیروی زمینی ارتش جمهوری اسلامی ایران و جانشین فرمانده نیروی زمینی ارتش از ۱۶ دی ۱۳۹۵ تاکنون است.
وی فعالیت در ارتش جمهوری اسلامی ایران را از سال ۱۳۶۴ آغاز کرد و تا سال ۱۳۹۳ در سمت‌هایی چون فرماندهی قرارگاه عملیاتی لشکر ۲۳ تکاور و نیز فرمانده تیپ ۵۵ هوابرد فعالیت نمود. نعمتی در فاصله سال‌های ۱۳۹۳ تا ۱۳۹۵ فرمانده تیپ ۶۵ نوهد بود و از مهر ۱۳۹۵ تا دی‌ماه ۱۳۹۵ نیز معاونت هماهنگ‌کننده نیروی زمینی ارتش را برعهده داشت.

## زندگی‌نامه
نوذر نعمتی در سال ۱۳۴۴ در شهرستان فیروزآباد، استان فارس زاده شد. وی در سال ۱۳۶۴ به استخدام ارتش درآمد و در طول جنگ ایران و عراق ۱۲۸ ماه در مناطق عملیاتی فعالیت نمود. نعمتی دانش‌آموخته دانشگاه افسری امام علی می‌باشد و دوره دافوس را در دانشگاه فرماندهی و ستاد آجا گذرانده است. وی در سال ۱۳۹۵ درجه سرتیپی دریافت کرد.

## سوابق
- فرمانده تیپ ۶۵ نوهد
- فرمانده تیپ ۵۵ هوابرد
- فرمانده لشکر ۲۳ تکاور
- معاون هماهنگ‌کننده نیروی زمینی ارتش
- جانشین فرمانده نیروی زمینی ارتش

## جایزه‌ها و نشان‌های افتخار
این بخش شامل نشان‌ها و جایزه‌های رسمی امیر نعمتی است که بر روی لباس همسان او نصب می‌شود ولی جایزه‌های غیرنظامی و غیررسمی را در بر نخواهد گرفت.

### آرم‌ها
| آرم‌های سینه |                         |
|             | مربیگری چتربازی درجه یک |
| آجا         | دانشگاه فرماندهی و ستاد |

| آرم‌های بازو   |
| نزاجا         |
| تیپ ۶۵ نوهد   |
| تیپ ۵۵ هوابرد |

### نوار نشان‌ها
|  |  |  |
|  |  |  |

### نام نشان‌ها
| دوره دافوس             | نشان لیاقت   | نشان ایثار |
| دوره دوم دانشگاه افسری | دوره مقدماتی | دوره عالی  |